# Johann Joseph Vilsmayr
Johann Joseph Vilsmayr (né en 1663, mort le 11 juillet 1722) est un compositeur et violoniste autrichien. 

## Biographie
Il travaille à partir du 1er septembre 1689 à la Hofkapelle de Salzbourg où il est presque certainement élève de Heinrich Ignaz Biber, un des meilleurs violonistes européens de l'époque. À en juger par l'augmentation régulière de ses appointements, il est probable que Vilsmayr acquiert rapidement une bonne renommée à la cour où il reste en fonction jusqu'à sa mort le 11 juillet 1722.
La seule musique de Vilsmayr qui nous soit parvenue est une collection publiée à Salzbourg en 1715, « Artificiosus Concentus pro Camera » qui contient six partitas « à Violino Solo Con Basso bellè imitate ». Cette description était jusqu'à récemment comprise comme étant « pour violon solo et basse continue ». La partie de basse était considérée comme perdue mais le chercheur Pauline H. Nobes a récemment démontré que les partitas étaient probablement écrites pour violon solo et que « Con Basso bellè imitate » pouvait indiquer la texture polyphonique de l’œuvre.

## Discographie
- Partitas pour violon seul Gunar Letzbor, violon– (6-9 juillet 2003, Arcana A 328) (OCLC 659211467)
- Partitas pour violon seul – Vaughan Jones, violon (mars/avril/août 2015 - 2 CD First Hand Records FHR 38) (OCLC 1013420133)
- Partitas pour violon seul nos 2,3,4 – Liliana Bernardi, copie d'un violon de Domenico Montagnana, Venise 1741 (août 2020, Stradivarius STR 37168) (OCLC 1257795299) — avec Nicola Matteis.